# Aue
Pour les articles homonymes, voir AUE.
Aue est une ancienne commune minière et manufacturière allemande, située en Saxe, dans l'arrondissement des Monts-Métallifères, dans le district de Chemnitz, qui est rattachée à la Communauté urbaine du Silberberg.
La ville occupe un cirque naturel creusé par la Zwickauer Mulde. Jusqu'à la fin du XXe siècle, c'était une importante ville minière et industrielle. Elle s'est développée aux XVIe et XVIIe siècles, grâce à l'exploitation de ses mines de fer, d’argent, d’étain et de kaolinite, et à ses forges. Au XIXe siècle, l'industrialisation et l'extraction de nickel dans les villages voisins ont permis la production de maillechort et ont attiré plusieurs entreprises de métallurgie, de constructions mécaniques et des filatures. Elle a connu une troisième vague de prospérité après la Seconde Guerre mondiale, avec l'extraction d'uranium par la SARL Wismut. Mais depuis la réunification allemande, Aue est surtout réputée pour ses équipes de football, le FC Erzgebirge Aue, et de handball (EHV Aue).

## Géographie

### Le site
Aue se trouve dans le sud-ouest de la Saxe, au sud-est de Zwickau, sur le coteau nord des Monts Métallifères. On peut s'y rendre par l'autoroute A72 via les rocades de Zwickau-est ou Zwickau-ouest, puis en empruntant la Bundesstrasse 93 et la sortie d'Hartenstein, et enfin la Staatsstrasse 255.

### Géologie
Aue occupe la confluence des deux grandes rivières de l'ouest des Monts Métallifères, le Schwarzwasser et la Zwickauer Mulde, qui ont creusé un vaste cirque dans une faille orientée vers le Nord, dont le point le plus bas se trouve dans le lit de la Mulde, à 330 m au-dessus du niveau de la mer. Tandis que le granit était érodé, les couches de schistes métamorphiques plus dures ont résisté pour former les coteaux périphériques : les principaux sommets de cette chaîne sont le Brünlasberg (514 m) et l’Hohen Holz, l’Heidelsberg (512 m), l’Eichert (564 m), le Gemauerte Stein (601 m), l’Hirschknochen (517 m) et l’Eisenstein (516 m).
Lors de travaux publics, sur un coteau de la Schneeberger Strasse, en rive gauche de la Mulde, on a découvert en 1896 une tourbière du Pléistocène enfouie sous les dépôts d'érosion, qui fait remonter la formation du cirque à une époque bien antérieure aux glaciations quaternaires. Le faubourg de Zelle occupe une terrasse rocheuse, qu'occupait le lit du Schwarzwasser pour s'épancher dans le ruisseau de Lösznitzbach. Les coteaux abrupts du quartier d’Auerhammer sont un vestige de l'ancienne rive concave de la Mulde. Son affluent, le Zschorlaubach, a creusé la vallée du côté d'Auerhammer. Le ruisseau de Kuttenbach (ou Rumpelsbach) a charrié les sédiments du cône de déjection du Niederpfannenstiel. Le Lössnitzbach et la Mulde ont creusé les deux lits les plus anciens de la vallée.
Le site germanophone Mineralienatlas ne recense pas moins de 13 anciennes mines à ciel ouvert à Aue et ses environs, riches de 59 minéraux différents.

### Climat

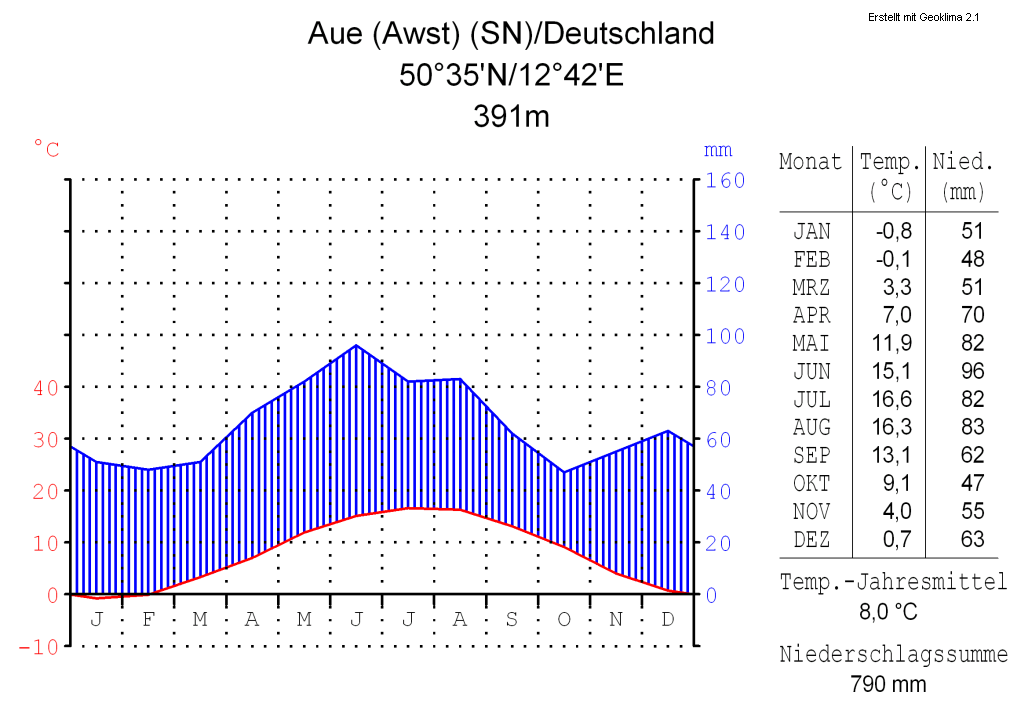
Diagramme climatique d'Aue

La température moyenne de l'air est de 8 °C, les précipitations annuelles de 790 mm ce qui correspond aux données moyennes en Allemagne, et un climat légèrement plus frais et humide que les pays amont du Schwarzwasser. Le nombre relativement élevé de jours de pluie et la fraîcheur donnent un climat plutôt rude aux saisons de transition.
Les forêts d'Hirnschädel, Hirschknochen, Eisenstein, Eichert, Heidelsberg et Hohes Holz favorisent dans la vallée de l'Aue un microclimat qui y piège l'air froid.

### Flore
Les crêtes du cirque d'Aue ont été colonisées à date ancienne par des espèces pionnières telles les épicéas, les hêtres et les pins, mais abritent aujourd'hui une forêt mixte. Les berges de la Mulde sont couvertes de fougères et de baldingères, d'aulnes rouges, de saules fragiles et marsault. La tanaisie, apportée d'Espagne vers 1850 et qualifiée localement d’Edelweiss du Schwarzenberg, s'est répandue le long de la vallée du Schwarzwasser. Dans le lit majeur, on trouve la Mégaphorbiaie, le raiponce noire, le Compagnon rouge et la Scrofulaire noueuse. Au printemps, les coteaux des méandres se couvrent de tabouret des bois, de muguet et d’arabette des sources. L'été, les plantes rustiques : l’Angélique des bois, le Cerfeuil hirsute, le cirse et le Géranium des bois dominent. On trouve occasionnellement du benjoin et de la Laîche fausse-brize ainsi que des orchidées autochtones du genre Dactylorhiza, du Listère à feuilles ovales ou l’Épipactis. La surface des rochers se couvre de lichen et de mousse, les plus fréquentes étant le lichen des rennes, l’usnée et la mousse d'Islande,. 
La municipalité a promulgué en 2003 un décret de protection naturelle, visant à reverdir la commune, en préservant la végétation naturelle et en minimisant la pollution aérienne et sonore. Le 24 avril 2007, dans le cadre d'une Journée de l'arbre, près de 1800 sapins blancs fournis par l'association hambourgeoise Fielmann AG ont été plantés sur les champs captants de la prairie de Zschorlau.

## Histoire

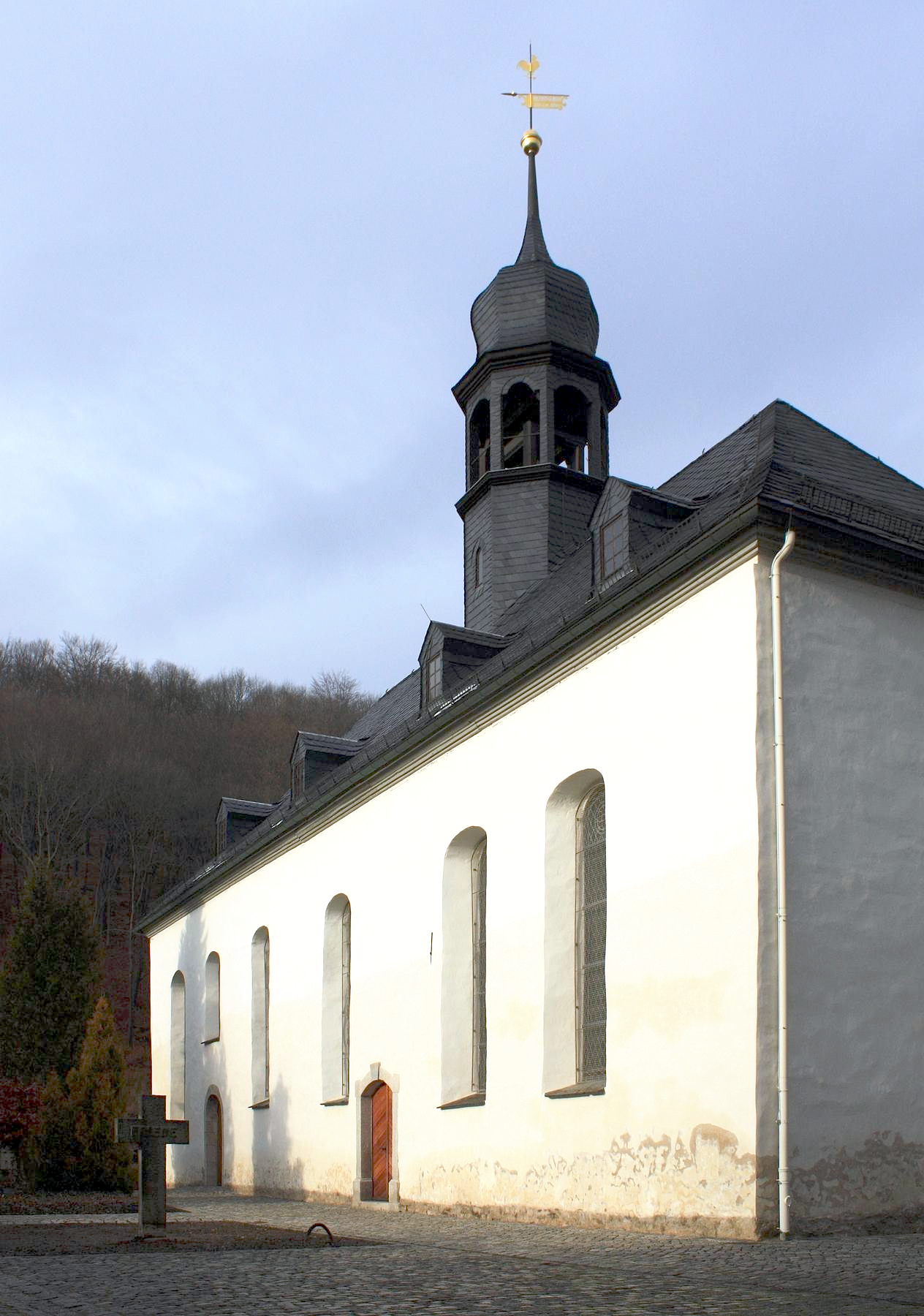
Le couvent des Augustins, noyau primitif de la ville.

### Premiers colons
Une hache en pierre polie trouvée en 1919 lors de travaux routiers dans le lit majeur de l'Aue prouve, avec quelques autres vestiges (une tête de pioche et des tessons de céramique) que la région a été fréquentée dès le Néolithique par des tribus cheminant vers le bassin de Bohême. Il est en effet exclu qu'il y ait eu à cette époque des villages permanents dans le pays.
Un décret impérial du 7 mai 1173 fait état de la création d'une prévôté de moines Augustins sur la Mulde, que l'on considère comme le point de départ de l'agglomération.
Le toponyme Aue désigne la prairie humide au confluent du Schwarzwasser et de la Zwickauer Mulde où, autour du cloître des Augustins, des paysans de la seigneurie de Schwarzenberg étaient venus s'établir. Bertoldus prepositus de Owa, personnage mentionné dans un acte administratif de 1219 comme lié à la création d'un monastère, et prévôt des Augustins, n'a sans doute aucun rapport avec le monastère d'Aue ; ni le site d’Awe, cité dans un fragment de la matricula de Naumburg de 1286, car ce fragment date de 1470. La première mention certaine d'Aue ne remonte donc seulement qu'à 1460-62 dans le programme des Franciscains de Zwickau.
Aue ne s'est donc développée que très lentement au long du Moyen Âge.

### DuXVIeauXVIIIesiècle

#### Octroi du droit de foire
C'est grâce à la découverte de gisements de fer exploitables sur les flancs du Brünlasberg et dans la vallée du Lumbach puis, au XVe siècle, l'extraction d'étain, d'argent et de cobalt, qu'Aue s'est développée comme cité minière. L'électeur Jean-Georges Ier de Saxe accorda en 1627 aux mineurs le droit d'organiser un marché chaque année à la Saint-Barthélemy (24 août) : il se tenait sur l'actuelle place de l'Altmarkt ; dès 1632, il accorda un second jour de marché, pour la Sainte-Catherine (25 novembre), qui se tenait sur la place de Neumarkt. Grâce à ces jours de foire, Aue s'imposa comme ville et elle est, avec ses armoiries, mentionnée comme telle dès 1635 dans les actes.

#### La guerre de Trente Ans et ses calamités

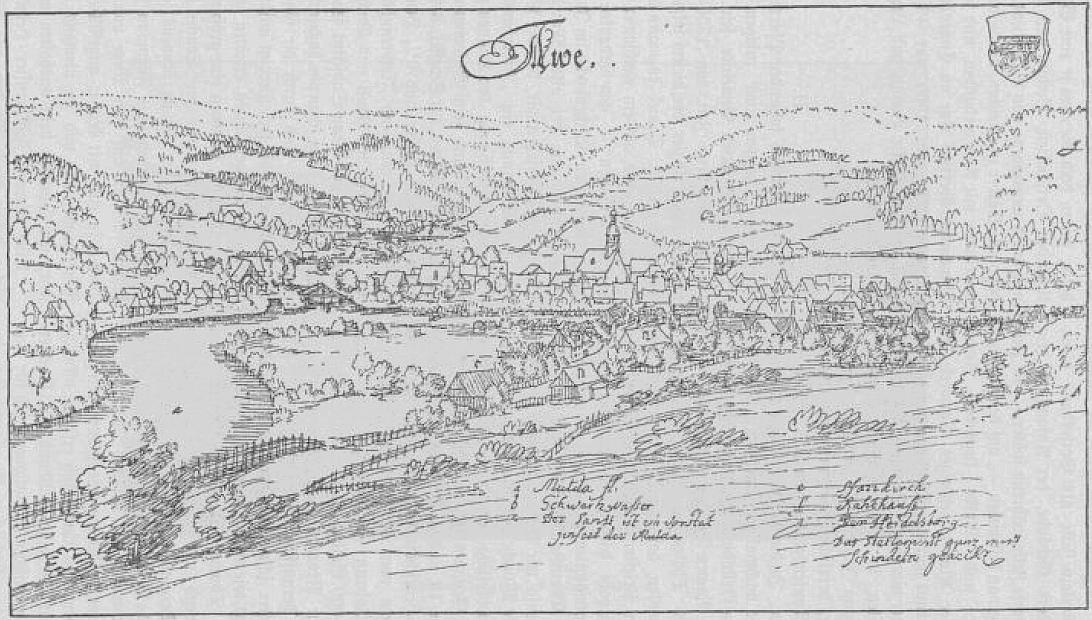
Le cirque naturel d'Aue vers 1628, d'après un dessin de Wilhelm Dilich: on distingue la Mulde au premier plan à gauche, et l'église au milieu.

Au cours de la guerre de Trente Ans, les mercenaires du général Holk, appartenant au corps Wallenstein, incendièrent en 1633 l'hôtel de ville et ses archives ; les artisans parvinrent à empêcher la destruction du marteau-pilon d'Aue ; mais une deuxième mise à sac par les troupes impériales ne laissa debout que « ...trois maisonnettes. » Malgré la signature d'un traité de paix en 1635, des soldats suédois continuaient de vagabonder à travers les Monts Métallifères : ils pillèrent Aue en 1637 et 1639. Veit Hans Schnorr (1614-1664), le fondateur de la manufacture de faïences de Niederpfannenstiel et propriétaire du martinet d'Aue, fut raflé en 1648 par des soldats russes et déporté comme expert ès mines en Oural.

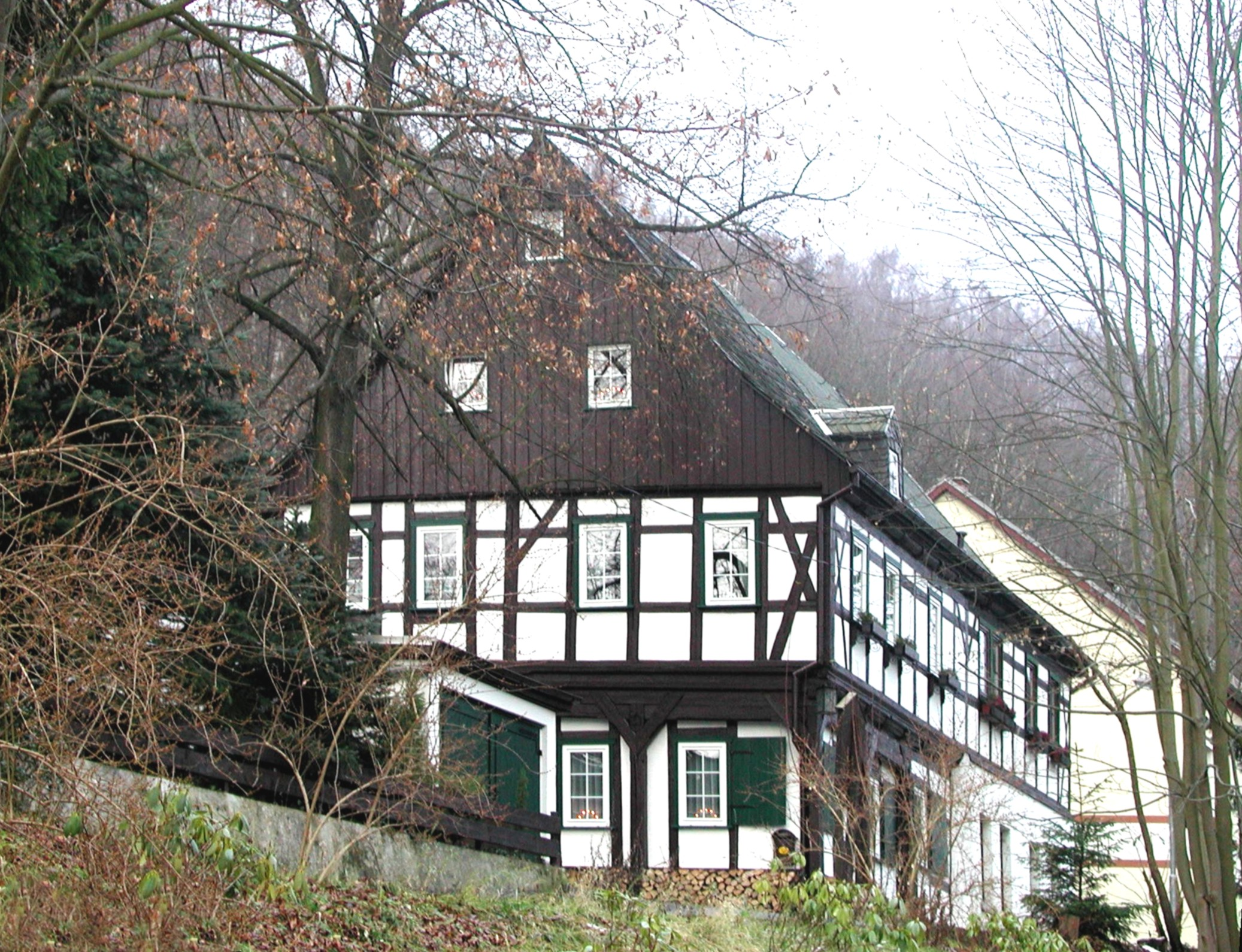
Maison à colombages du XVII dans le hameau minier Bergfreiheit.

La ville a été touchée jusqu'au XVIIe siècle par des recrudescences de peste résurgente dans les Monts Métallifères, notamment en 1599, 1607, 1624–1627 et en 1633 : cette dernière année, 62 habitants d'Aue succombèrent à l'épidémie. En 1624 et 1627, ce furent des épidémies de dysenterie et de variole.
Ce n'est qu'à la fin du XVIIe siècle qu'Aue se fut remise des conséquences des guerres, pillages et épidémies. Toutes les maisons avaient été reconstruites.

## Évolution démographique
| Année      | 1560 | 1790 | 1855  | 1880  | 1900   | 1925   | 1939   | 1970   | 1990   | 2006   |
| ---------- | ---- | ---- | ----- | ----- | ------ | ------ | ------ | ------ | ------ | ------ |
| Population | 350  | 790  | 1 529 | 3 523 | 15 200 | 21 296 | 25 445 | 30 960 | 25 765 | 18 029 |

## Jumelages
- Solingen (Allemagne) depuis 1990
- Kadaň (Tchéquie) depuis 2003
- Guingamp (France) depuis 2011